# Frau Wirtin treibt es jetzt noch toller
Frau Wirtin treibt es jetzt noch toller ist eine österreichisch-deutsche Filmkomödie aus dem Jahre 1970 von Franz Antel mit Terry Torday in einer Doppelrolle als Frau Wirtin und als Ilona, Glenn Saxson als ihr Galan und Gunther Philipp als trotteliger Graf Seibersdorf in den Hauptrollen.

## Handlung
In Ungarn treibt es die junge Ilona ganz schön toll und bringt die Männerwelt reichlich in Wallung. Daher möchte ihr Onkel, der Verwalter des Maria-Theresia-Weinguts, das temperamentvolle Puszta-Mädel schnellstmöglich gut und vor allem wohlhabend unter die Haube bringen. Wer eignet sich dafür besser  als der zwar hässliche und verwachsene Franzosengraf de Champenoise, ein Mann von Welt, der ihm die Position des Gutsverwalters sichern könnte? Ilona aber ist damit ganz und gar nicht einverstanden, verkleidet sich daher mit schwarzer Kurzhaarfrisur als Junge und entkommt nach Wien, wo ihre Schwester Susanne, die einstige Wirtin von der Lahn, wohnt. Währenddessen haben sich die schwäbischen Soldaten des Offiziers Jedele ganz den edlen Tropfen des berühmten Maria-Theresia-Krönungs-Tokajers verschrieben. Aber Jedele hat auch in anderen Dingen ganz das Wohl seiner Männer im Blick: Für seine in Ungarn stationierten Schwaben will der ehemalige Wachtmeister Frauen fürs Vergnügen und das Bett beschaffen.
Doch der machtvolle Graf von Seibersdorf verweigert seine Zustimmung zu diesem von ihm als amoralisch gegeißelten Vorhaben. Da der adelige Herr aber durchaus korrupt ist, lässt er sich seinen Sinnenwandel mit ein paar Fässchen des berühmten edlen Tokajer-Tropfens erkaufen. Auch ist Graf Seibersdorf nicht eben uninteressiert, über Jedele selbst eine sexuell reizvolle Frau ins Bett zu bekommen. Er macht sich an die Wirtin Susanne heran, die alle Hände voll zu tun hat, das Liebeswirrwarr ihrer Schwester Ilona zu ordnen. Graf Seibersdorf interessiert an der schönen Susanne über das rein Äußerliche hinaus vor allem ihr Geld; er erhofft sich, durch eine Ehe mit der einstigen Wirtin noch reicher zu werden. Doch Susanne zeigt keinerlei Gegenliebe für den affektierten Geck, hat sie doch jemand ganz anderem im Auge.

## Produktionsnotizen
Frau Wirtin treibt es jetzt noch toller wurde im Frühling 1970 gedreht und am 25. September 1970 uraufgeführt. Es handelt sich um den fünften Teil der sechsteiligen Wirtin-Filmreihe Antels.
Regisseur Antel zeichnete auch als Co-Produzent verantwortlich. Produzent Carl Szokoll übernahm auch die Herstellungsleitung, Kurt Kodal übernahm die Produktionsleitung. Die Filmbauten schufen Herta Hareiter und Ferry Windberger, Gerdago entwarf die Kostüme.

## Kritik
Das Lexikon des Internationalen Films fand, dass dieser Streifen „noch dümmlicher, noch etwas vulgärer als die früheren Wirtinnen-Filme“ sei.

## Einzelnachweis
1. ↑  Frau Wirtin treibt es jetzt noch toller. In: Lexikon des internationalen Films. Filmdienst, abgerufen am 1. Januar 2018.